# 妖魔 (漫画)
『妖魔』（ようま）は、楠桂による日本の漫画。1985年から1986年まで『りぼんオリジナル』（集英社）で連載された。
本記事では、これを原作とするアニメについても併せて扱う。

## あらすじ
赤ん坊の頃忍びの里に捨てられた緋影と魔狼は、兄弟同様に育ち、親友同士であった。彼らは次第に成長して里で一、二を争うようになる。そんなある日、緋影は不意打ちの手裏剣によって怪我をし、生死の境を彷徨ってしまう。手裏剣には毒が塗られており、投げたのは魔狼その人だった。毒のために緋影が臥せっている間に、魔狼は里から姿を消していた。「魔狼を追い出したのか」と詰めよる緋影に、おかしらは「お前がいなければ一番の忍びという訳だ。そういう者を里に置いておくわけにはいかん」とこたえる。緋影は「何かの間違いだ」と追放された魔狼を連れ戻しに里を抜け出し旅に出る。しかしそこに待ち受けるものは、妖魔たちであった。何故緋影は妖魔達に付け狙われるのか。そして、魔狼の正体は。妖魔たちと係わり合い、魔狼のあとを辿る緋影の旅は続く。

## 主な登場人物

### 主人公と魔狼の関係者
緋影（ひかげ）
この作品の主人公。魔狼を探しに里を抜け出す。目の下に、魔狼につけられた傷がある。
魔狼（まろう）
里を追放された忍び。土の中から生まれた過去を持つ。実は陸の妖怪の長「鬼陸皇子（きくがのみこ）」の生まれ変わりだった。最終回。ついに緋影と対決。
壮絶な闘いの末討ち取られるが、かつて同棲していた女・琴音（後述）の命と引き換えに、再びよみがえった。
あや
緋影が旅の途中に寄った村にいた女性。顔に大きな痣がある。後に村が壊滅した際に亡くなる。
妖（あや）
緋影が旅の途中に会った忍びの世界から抜け出したくノ一。操糸術の達人。
「ふつうのむすめに、もどりたかっただけなんだ」と、緋影に告白。自分を連れ戻そうとする追っ手や妖怪との戦いがきっかけで、緋影と共に旅するように。最終回では、蘇生した海の妖怪の長・「魔獣海皇子（まじゅうみのみこ）」（後述）から顔を蹴られ、あや（前述）と同じ箇所に大きな痣が出来てしまうが、緋影と結ばれた。
風巳（かざみ）
緋影と魔狼の兄貴分。普段は僧侶に扮している。爆薬を使う忍術に長けている。
八重（やえ）
風巳と共に行動している。風巳の命で緋影を影から護衛していたが、後に百足の妖怪に襲われ、絶命した。

### 妖怪
霊鬼（たまき）
鬼陸皇子として覚醒した、魔狼に仕えている。第1話で、村が壊滅した時に顔に×形の大きな傷を負う。
最終回では、緋影に討たれた魔狼に泣きながらすがりつき、緋影を噛み殺そうとするが、消滅した。
魔獣海皇子（まじゅうみのみこ）
魔狼を追って旅を続ける緋影が、旅の途中で知り合った少女・ゆう（後述）と行動を共にする妖馬。
実は、海の妖怪の長だった。緋影と戦い、止めに入ったゆうの喉を蹴り負傷させる。魔狼の正体を明かそうとするが、ゆうの念力で倒された。最終回、海の妖怪に吹き込むべき命を自分のために使い、蘇生を果たすが、風巳の爆薬で爆殺された。
邪鬼老（じゃきろう）
緋影と妖が立ち寄った村にある森の木に宿る、木の妖怪。
実は村を妖怪仲間と壊滅させていた。最後は、白蛇妖怪・白露（後述）共々緋影に加勢した琴音に倒された。
白露（しらつゆ）
邪鬼老・舞（後述）と共に琴音の村を壊滅させた。緋影との戦いで、自身の体を乗っ取った琴音に倒された。
舞（まい）
蝶の妖怪。鬼陸皇子（魔狼）から力を授かり、復活するが緋影に倒された。

### その他
夕（ゆう）
緋影が旅の途中で知り合った少女。実は、超能力が使える。過去に、超能力者という理由で殺されかけるが、魔獣海皇子（前述）に助けられ、生きながらえて人間達に復讐を始めていた。
魔獣海が緋影を倒そうとするのを止めようとするが、喉に一撃を受けながらも魔獣海を倒した。
その後、緋影に助けられ民家の母子の元へ保護されるが、超能力を失う。
琴音（ことね）
魔狼が旅の途中で知り合い、同棲していたが鬼陸皇子として覚醒した魔狼に斬られ、「半死人（はんしにびと）」として生きながらえていた。緋影と妖怪たちとの戦いに巻き込まれ、白露（前述）の体を乗っ取り破壊死させた。
その後、白露の実体に入ったまま魔狼を捜し続け、ついに魔狼の亡骸と再会。
「わたしの命をあげるから…あげるから…人間として生きておくれね…」と自分の命と引き換えに、魔狼を生き返らせ消滅した。
今川義元（いまがわ よしもと）
駿河国を拠点とする、戦国大名。
一夜の情けを求めるように見せかけた、霊鬼（前述）に喰い殺された（史実では、桶狭間の戦いで討ち死に。）。

## アニメ
1989年にOVA化され、劇場公開もされた。ソフトはVHSとレーザーディスクが発売された。
- 「上の巻 緋影魔境編」
- 「下の巻 魔狼兇牙編」

### キャスト
いずれも声の出演
- 緋影 - 堀内賢雄
- 魔狼 - 塩沢兼人
- あや - 鶴ひろみ
- 妖 - 冨永みーな
- 風巳 - 田中秀幸
- 不知火 - 小杉十郎太
- 琴音 - 水谷優子
- 老僧 - 丸山詠二
- ヒゲ面 - 屋良有作
- いと - 荒川美奈子
- 白露 - 塩屋浩三
- 追忍 - 大滝進矢/小林通孝
- 甲賀者 - 田中和実/銀河万丈
- 妖樹 - 小林通孝
- 小夜 - 伊藤美紀
- ナレーション - 清川元夢

### スタッフ
- 監督 - 安濃高志
- 脚本 - 会川昇
- キャラクターデザイン・作画監督 - 奥田万つ里
- 美術監督 - 古宮陽子、金村勝義
- 撮影監督 - 安津畑隆
- 音楽 - 渡辺博也
- 音響監督 - 松浦典良
- プロデューサー - 加藤長輝
- 制作 - アニメイトフィルム、J.C.STAFF
- 製作著作 - 東宝、ムービックプロモートサービス

### 主題歌
エンディングテーマ「未来（あした）へのプロローグ」
作詞・作曲・歌 - 辛島美登里 / 編曲 - 渡辺博也
挿入歌「妖魔数え唄」
作詞 - 楠桂 / 作曲・歌 - 辛島美登里 / 編曲 - 渡辺博也

### サントラCD
- 「妖魔・邪王降臨伝説」（1989年2月発売、キングレコード）